# Miroljub
Miroljub ist eine kroatischsprachige, lokale Dreimonatszeitung mit Redaktionssitz in Sombor, autonome Provinz Vojvodina, Serbien.
Die Zeitung ist nach dem kroatischen Schriftsteller Miroljub Ante Evetović benannt.
Die Zeitung wurde 1998 in Sombor gegründet.
Der Herausgeber Miroljubs ist die Sekcija za njegovanje kulture i običaja bunjevačkih i šokačkih Hrvata und der HKUD (Hrvatsko kulturno-umjetničko društvo, Gesellschaft der Kroaten für Kultur und Kunst) Vladimir Nazor aus Sombor.
Zvonik berichtet über Vorgänge im Leben von Bunjewatzen und Kroaten aus der Batschka, neben den Texten über die Arbeit des HKUDs auch über historische Ereignisse und die Schriftstellerarbeit der Mitglieder des HKUD, so Vladimir Nazor und anderer lokaler HKUDs.
Eine Online-Edition wurde eingestellt.